# Мак (символ пам'яті)

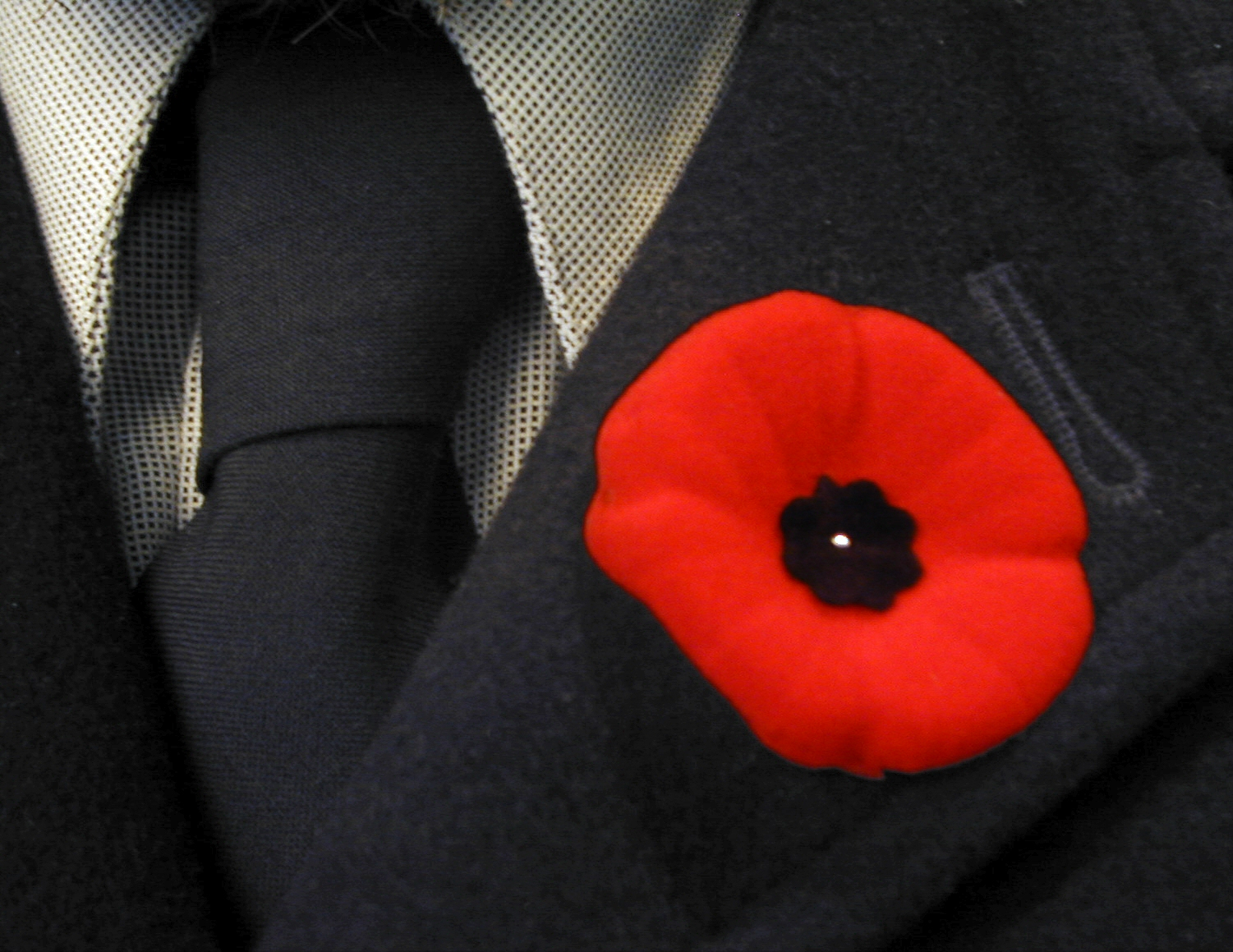
Штучний червоний мак на вилозі чоловічого піджака в Канаді

Червоний мак (англ. Remembrance poppy) — символ пам'яті жертв Першої світової війни, а згодом — жертв усіх військових та цивільних збройних конфліктів, починаючи із 1914 року.

## Історія

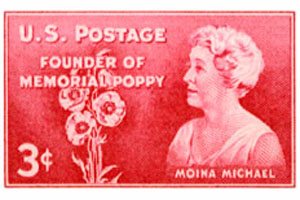
Поштова марка США 1948 року, присвячена Моїні Майкл

Використання квітки маку як символу пам'яті інспіроване віршем канадського військового лікаря Джона Мак-Крея «У полях Фландрії» (1915), що починається словами: «У полі Фландрії поміж хрестами / Гойдає вітер мак рядами, / Щоб знали місце, де ми є …» (англ. "In Flanders fields the poppies blow / Between the crosses, row on row / That mark our place …", переклад Наталії Безсонової). Був уперше використаний Американським легіоном для вшанування пам'яті американських солдатів, що полягли під час Першої світової війни. Символ поширений у Західній Європі (особливо у Великій Британії), Північній Америці та Австралії.
Ідея використовувати червоний мак як символ пам'яті належить Моїні Майкл, викладачці Університету Джорджії, Сполучені Штати. У листопаді 1918 року під враженням від поеми Маккрея вона написала власний вірш «Ми збережемо Віру» (англ. "We Shall Keep the Faith"), де заприсяглася завжди носити червоний мак у пам'ять за загиблими. Після 1918 року Моїна Майкл займалася фінансовою підтримкою недієздатних ветеранів війни. Для того, щоб зібрати необхідні кошти, Майкл запропонувала продавати штучні маки з шовку.

## Використання

### В культурі
На початку 1980-х років білоруським телебаченням був знятий відеокліп Юрія Антонова на пісню "Маки" (слова Г. Поженяна), в якій є згадка про Сапун-гору.

### В Україні

Символ пам'яті полеглих, який використовується в Україні з 2014 року

Червоний мак вперше використано в Україні на заходах, приурочених до річниці завершення Другої світової війни у 2014 році.
Дизайн українського червоного маку розроблено за сприяння Українського інституту національної пам'яті та Національної телекомпанії України; автором символу є харківський дизайнер Сергій Мішакін. Графічне зображення є своєрідною алюзією: з одного боку воно уособлює квітку маку, з іншого — кривавий слід від кулі. Поруч з квіткою зазвичай розміщено дати початку і закінчення Другої світової війни (1939 та 1945) та гасло «Ніколи знову».
У березні 2015 року указом Президента України запроваджено День пам'яті та примирення, який відзначається 8 травня. Цей день, а також 9 травня 2015 року, коли відзначатиметься 70-річчя перемоги над нацизмом у Другій світовій війні, квітка червоного «маку пам’яті» використовувалася з гаслом «Пам’ятаємо, перемагаємо».
Червоні маки, роки 1945-2015 та гасло «Пам’ятаємо, перемагаємо» розміщені також на аверсі ювілейної медалі «70 років Перемоги над нацизмом», заснованої Президентом України 29 квітня 2015 року.